# Destinațiile CSA Czech Airlines
În ianuarie 2006, CSA Czech Airlines zboară către urmatoarele destinații:

## Africa
- Egipt
  - Cairo (Aeroportul Internațional Cairo)
  - Sharm El Sheikh

## Asia
- Armenia
  - Yerevan
- Azerbaijan
  - Baku (Aeroportul Internațional Heydar Aliyev)
- Georgia
  - Tblisi
- Israel
  - Tel Aviv (Aeroportul Internațional Ben Gurion)
- Kuweit
  - Kuweit (Aeroportul Internațional Kuweit)
- Liban
  - Beirut (Aeroportul Internațional Rafic Hariri)
- Sri Lanka
  - Colombo (Aeroporul Internațional Bandaranaike)
- Emiratele Arabe Unite
  - Dubai (Aeroportul Internațional Dubai)
  - Abu Dhabi (Aeroportul Internațional Abu Dhabi)
  - Al Ain (Aeroportul Internațional Al Ain)

## Europa
- Austria
  - Viena (Aeroportul Internațional Viena)
- Belgia
  - Bruxelles (Aeroportul Internațional Bruxelles)
- Bulgaria
  - Sofia (Aeroportul Sofia)
- Croația
  - Split
  - Zagreb
- Cipru
  - Larnaca (Aeroportul Internațional Larnaca)
- Republica Cehă
  - Praga (Aeroportul Internațional Ruzyne)
  - Brno
  - Ostrava
- Danemarca
  - Copenhaga (Aeroportul Internațional Kastrup)
- Elveția
  - Zürich (Aeroportul Internațional Zürich)
- Estonia
  - Tallinn
- Finlanda
  - Helsinki Aeroportul Helsinki-Vantaa)
- Franța
  - Paris (Aeroportul Internațional Charles de Gaulle)
  - Marseille
- Germania
  - Berlin (Aeroportul Internațional Tegel)
  - Düsseldorf (Aeroportul Internațional Düsseldorf)
  - Frankfurt (Aeroportul Internațional Frankfurt)
  - München (Aeroportul München Franz Josef Strauß)
- Grecia
  - Atena (Aeroportul Internațional Eleftherios Venizelos)
  - Salonic (Aeroportul Makedonia)
- Ungaria
  - Budapesta (Aeroportul Internațional Ferihegy)
- Italia
  - Roma (Aeroportul Internațional Leonardo Da Vinci)
  - Veneția (Aeroportul Internațional Marco Polo)
  - Milano (Aeroportul Internațional Malpensa)
- Letonia
  - Riga (Aeroportul Internațional Riga)
- Lituania
  - Vilnius (Aeroportul Internațional Vilnius)
- Luxemburg
  - Luxemburg
- Norvegia
  - Oslo (Aeroportul Oslo)
- Olanda
  - Amsterdam (Aeroportul Internațional Schipol)
- Polonia
  - Varșovia (Aeroportul Internațional Frederic Chopin)
  - Cracovia (Aeroportul Internațional Ioan Paul II)
- Portugalia
  - Lisabona (Aeroportul Portela)
- Irlanda
  - Dublin (Aeroportul Internațional Dublin)
  - Cork (Aeroportul Cork)
- România
  - București (Aeroportul Internațional Henri Coandă)
- Rusia
  - Moscova (Aeroportul Internațional Sheremetyevo)
  - Sankt Petersburg (Aeroportul Pulkovo)
- Serbia și Montenegro
  - Belgrad (Aeroportul Belgrade)
- Slovacia
  - Bratislava (Aeroportul M. R. Štefánik)
  - Kosice
  - Sliac
  - Zilina
- Slovenia
  - Ljubljana (Aeroportul Brnik)
- Spania
  - Barcelona (Aeroportul Internațional El Prat)
  - Madrid (Aeroportul Internațional Barajas)
- Suedia
  - Stockholm (Aeroportul Internațional Arlanda)
  - Göteborg
- Turcia
  - Istanbul (Aeroportul Internațional Ataturk)
- Ucraina
  - Kiev (Aeroportul Internațional Borispol)
- Regatul Unit: 
  - Londra (Aeroportul Internațional Heathrow, Aeroportul Internațional Gatwick și Aeroportul Stansted)
  - Manchester (Aeroportul Internațional Manchester)
  - Glasgow (Aeroportul Glasgow)
  - Edinburgh (Aeroportul Edinburgh)

## America de Nord
- Canada
  - Toronto (Aeroportul Internațional Toronto Pearson)
  - Montreal (Aeroportul Internațional Montréal/Pierre Elliott Trudeau)
- Statele Unite
  - New York (Aeroportul Internațional John F. Kennedy)
  - Newark, New Jersey (Aeroportul Internațional Newark Liberty)